# Premios Talía
Los Premios Talía son los premios de la Academia de las Artes Escénicas de España. Entregados anualmente, reconocen la excelencia en diferentes campos de las artes escénicas en España.
Los premios fueron creados en 2023 para reconocer la labor de los profesionales del teatro y en general las artes escénicas durante el anterior año en España.
Los premios cuentan con el apoyo institucional del Ministerio de Cultura, del Ayuntamiento y la Comunidad de Madrid, y con unos importantes patrocinadores entre los que se encuentran CaixaBank, ONCE, Renfe e Iberia.

## Categorías
Los premios cuentan con 28 categorías:
- Mejor espectáculo de teatro
- Mejor dirección de escena
- Mejor autoría de teatro
- Mejor actriz protagonista de teatro
- Mejor actor protagonista de teatro
- Mejor actriz de reparto de teatro
- Mejor actor de reparto de teatro
- Mejor producción de artes escénicas de Nueva York de autoría hispana contemporánea
- Mejor espectáculo latinoamericano de artes escénicas
- Mejor productora privada de espectáculo escénico
- Mejor vestuario
- Mejor escenografía
- Mejor iluminación
- Premio estudios y divulgación
- Mejor música original
- Mejor espectáculo de lírica
- Mejor intérprete masculino de lírica
- Mejor intérprete femenina de lírica
- Mejor coreografía
- Mejor espectáculo de circo
- Mejor espectáculo de danza
- Mejor intérprete femenina de danza
- Mejor intérprete masculino de danza
- Mejor espectáculo de compañía
- Mejor espectáculo de teatro musical
- Mejor dirección musical de teatro musical
- Mejor actriz de teatro musical
- Mejor actor de teatro musical
- Premio de Honor a la trayectoria profesional

## Premiados
2025:
- Antonio Banderas. Premio de Honor a la trayectoria profesional.